# 318723 Bialas
318723 Bialas è un asteroide della fascia principale. Scoperto nel 2005, presenta un'orbita caratterizzata da un semiasse maggiore pari a 2,6967589 au e da un'eccentricità di 0,0751771, inclinata di 11,22618° rispetto all'eclittica.